# جاك سترونج
جاك سترونج (بالإنجليزية: Jack Strong)‏ هو لاعب كرة قدم أسترالية أسترالي، ولد في 18 أبريل 1884 في Helensburgh ‏ في المملكة المتحدة، وتوفي في 15 مارس 1971 في Bellevue Hill, New South Wales ‏ في أستراليا.

## وصلات خارجية
- جاك سترونج على موقع AustralianFootball.com (الإنجليزية)
- جاك سترونج على موقع AFLtables.com (الإنجليزية)